# (8948) 1997 CW27
A (8948) 1997 CW27 a Naprendszer kisbolygóövében található aszteroida. A Beijing Schmidt CCD Asteroid Program keretében fedezték fel 1997. február 6-án.